# Myōchikai Kyōdan
Myōchikai Kyōdan (jap. 妙智会教団) – japoński nowy ruch religijny założony w 1950 roku, wywodzący się z tradycji buddyzmu Nichirena. Liczy około miliona członków.
Organizacja została założona w 1950 roku przez Mitsu Miyamoto (1900–1984) i jego około 300 zwolenników, na skutek rozłamu w ruchu reiyūkai. Myōchikai Kyōdan zachowało główne wierzenia macierzystego wyznania, w tym szczególne przywiązanie do kultu przodków. Najważniejszym tekstem religijnym jest Sutra lotosu, którą odmawia się w trakcie modlitwy przed domowym ołtarzykiem.
Myōchikai Kyōdan prowadzi ożywioną działalność charytatywną, bierze też aktywny udział w dialogu międzyreligijnym i ruchu na rzecz rozbrojenia nuklearnego. Sprzeciwia się także odprawianiu ceremonii w kontrowersyjnym chramie Yasukuni.